# Tây Phi
Tây Phi là khu vực ở cực tây của lục địa châu Phi. Về mặt địa lý, định nghĩa của Liên Hợp Quốc về Tây Phi bao gồm 16 quốc gia trải dài trên 1 vùng có diện tích 5 triệu km².

Vùng xanh đậm được nhất trí xem là Tây Phi. Vùng xanh nhạt đôi khi cũng được coi là Tây Phi.

Tất cả 16 quốc gia đó đều là thành viên của Cộng đồng Kinh tế Tây Phi, trừ Mauritanie. Khu vực theo định nghĩa của Liên Hợp Quốc còn bao gồm các đảo  Saint Helena, 1 lãnh thổ thuộc Anh ở nam Đại Tây Dương.

## Vị trí địa lý
Tây Phi là 1 khu vực rộng lớn cả về địa lý và văn hóa bắt đầu ở phía tây từ 1 trục bắc nam tưởng tượng nằm gần kinh tuyến 25° Tây. Đại Tây Dương tạo nên ranh giới phía tây và phía nam của vùng. Ranh giới phía bắc là sa mạc Sahara với đường biên Niger ở cực bắc của vùng. Ranh giới phía đông không rõ ràng bằng, gần Benue Trough và núi Cameroon đến hồ Tchad.
Những ranh giới thời thuộc địa được phản ánh qua ranh giới hiện đại giữa các quốc gia Tây Phi, cắt ngang những đường ranh giới về sắc tộc và văn hóa, thường chia 1 sắc tộc thành 2 hoặc nhiều quốc gia.
Theo cách nhóm của Liên hiệp quốc, Tây Phi bao gồm 16 quốc gia trong danh sách phía dưới. Tuy nhiên, Liên minh Châu Phi xác định Tây Phi chỉ gồm 15 quốc gia. Mauritanie được Liên hiệp quốc xếp vào Tây Phi nhưng Liên minh Châu Phi xếp vào Bắc Phi.
| - Bénin - Burkina Faso - Côte d'Ivoire - Cabo Verde | - Gambia - Ghana - Guinée - Guiné-Bissau | - Liberia - Mali - Mauritanie - Niger | - Nigeria - Sénégal - Sierra Leone - Togo |

## Địa lý và thời tiết
Tây Phi trải dài trên 1 diện tích hơn 6.140.000 km² (tính cả Mauritanie), khoảng 1/5 châu Phi. Phần lớn vùng này là những bình nguyên có độ cao 300 mét trên mực nước biển. Có những điểm cao quan trọng biệt lập trong nhiều quốc gia dọc theo bờ biển phía nam của vùng.
Phía bắc vùng Tây Phi là 1 vùng khô cằn được biết đến dưới tên gọi Sahel, 1 khu vực chuyển tiếp giữa sa mạc Sahara và những đồng cỏ, xavan thuộc rừng rậm tây Sudan tạo ra 1 vành đai thứ ba giữa các đồng cỏ savan và vùng bờ biển phía nam, rộng từ 160 – 240 km.

## Văn hóa và tôn giáo
Mặc dù có rất nhiều nền văn hóa ở Tây Phi, từ Nigeria tới Sénégal, nhưng cũng có nhiều điểm tương đồng trong cách phục sức, ẩm thực và các thể loại âm nhạc trong vùng. Hồi giáo là tôn giáo chính ở vùng Tây Phi trong đất liền, xa hơn về phía bờ biển phía tây, Thiên Chúa giáo phổ biến ở những vùng ven biển thuộc Nigeria, Ghana và Côte d'Ivoire, ngoài ra còn có các yếu tố tôn giáo bản địa truyền thống vẫn tồn tại phổ biến đến ngày nay. Trước khi Đế quốc Mali và Đế quốc Songhai suy tàn, đã tồn tại 1 cộng đồng Do Thái giáo khá lớn ở các khu vực như Mali, Sénégal, Mauritania và Nigeria. Ngày nay, người Do Thái sống tập trung ở Ghana, Nigeria và Mali.
Oware là 1 trò chơi khá phổ biến ở Tây Phi. Bóng đá cũng là 1 môn thể thao được ưa chuộng. Một số đội tuyển bóng đá quốc gia của vùng Tây Phi, đặc biệt là Nigeria, thường có mặt ở các kỳ World Cup.
Mbalax, highlife, fuji và Afrobeat là những thể loại âm nhạc hiện đại được ưa thích trong vùng. Một kiểu quần áo phổ biến và tiêu biểu cho vùng này là chiếc áo dài boubou (còn được biết đến dưới các tên Agbada hoặc Babariga) có nguồn gốc từ quần áo của tầng lớp quý tộc sống ở những đế chế Tây Phi vào thế kỷ XII.
Chiếc trống Djembre, có nguồn gốc từ người Mandinka, là một trong những nhạc cụ phổ biến nhất của các sắc tộc Tây Phi. Những biểu tượng văn hóa khác của vùng là những chiếc áo len Kenta của người Aka tại Ghana và phong cách kiến trúc theo kiểu Sudan-Sahel phổ biến ở rất nhiều nơi.

## Lịch sử
Lịch sử Tây Phi có thể chia thành 5 giai đoạn: giai đoạn thứ nhất là thời kỳ tiền sử khi những con người đầu tiên xuất hiện, nông nghiệp phát triển và bắt đầu có liên lạc với những nền văn minh Địa Trung Hải ở phía bắc; thời kỳ thứ 2, thời đại đồ sắt với nhiều đế chế rộng lớn phát triển thương mại; giai đoạn thứ 3 là giai đoạn các vương quốc buôn bán nô lệ, những cuộc thánh chiến và những kẻ xâm lược vào thế kỷ XVIII và XIX; giai đoạn thứ 4 là giai đoạn thuộc địa mà Pháp và Anh kiểm soát gần như toàn bộ vùng này và giai đoạn thứ 5, giai đoạn từ sau khi giành được độc lập đến nay.

### Tiền sử
Những con người đầu tiên xuất hiện ở Tây Phi vào khoảng 12.000 năm TCN. Những hình thức canh tác và chăn nuôi đơn giản xuất hiện vào khoảng thế kỷ 5 TCN. Vào khoảng năm 400 TCN, kỹ thuật gia công đồ sắt cho phép phát triển sản xuất nông nghiệp và các quốc gia đầu tiên ra đời. Việc thuần hóa được lạc đà cho phép phát triển thương mại vượt qua sa mạc Sahara với các nền văn hóa Địa Trung Hải, bao gồm Carthage và Berber, những hàng hóa xuất khẩu chính là vàng, vải sợi, trang sức kim loại và các loại đồ da, sau đó được đổi lấy muối, ngựa và hàng dệt.

### Các đế chế
Sự phát triển của kinh tế vùng đã cho phép hình thành những nhà nước tập trung, bắt đầu từ Đế chế Ghana trong thế kỷ VIII. Được xây dựng xung quanh thành phố Kumbi Saleh mà hiện giờ là Maurtitania, đế chế này kiểm soát 1 khu vực rộng lớn cho đến khi nó bị những người xâm lược Almoravid đánh bại vào năm 1052. Đế chế Sosso nổi lên sau đó, nhưng bị đánh bại bởi lực lượng người Mandinka do Sundiata Keita lãnh đạo vào năm 1240. Người Mandinka sau đó lập ra Đế quốc Mali. Đế quốc Mali phồn thịnh trong vài thế kỷ dưới sự cai trị của các cháu chắt của Sundiata. Tuy nhiên, sau đó đế chế sụp đổ do sự tấn công của người Mossi, Tuareg và Songhai. Trong thế kỷ XV, người Songhai thành lập nên một đế chế rộng lớn xung quanh Gao. Trong khi đó, ở miền nam Sudan, những thành bang hùng mạnh nổi lên ở Ife, Bono và Bénin trong các thế kỷ XIV và XV. Xa hơn về phía đông, có các quốc gia Yoruba và Igbo, nay là những vùng đất thuộc Nigeria.

### Nô lệ và liên hệ với châu Âu

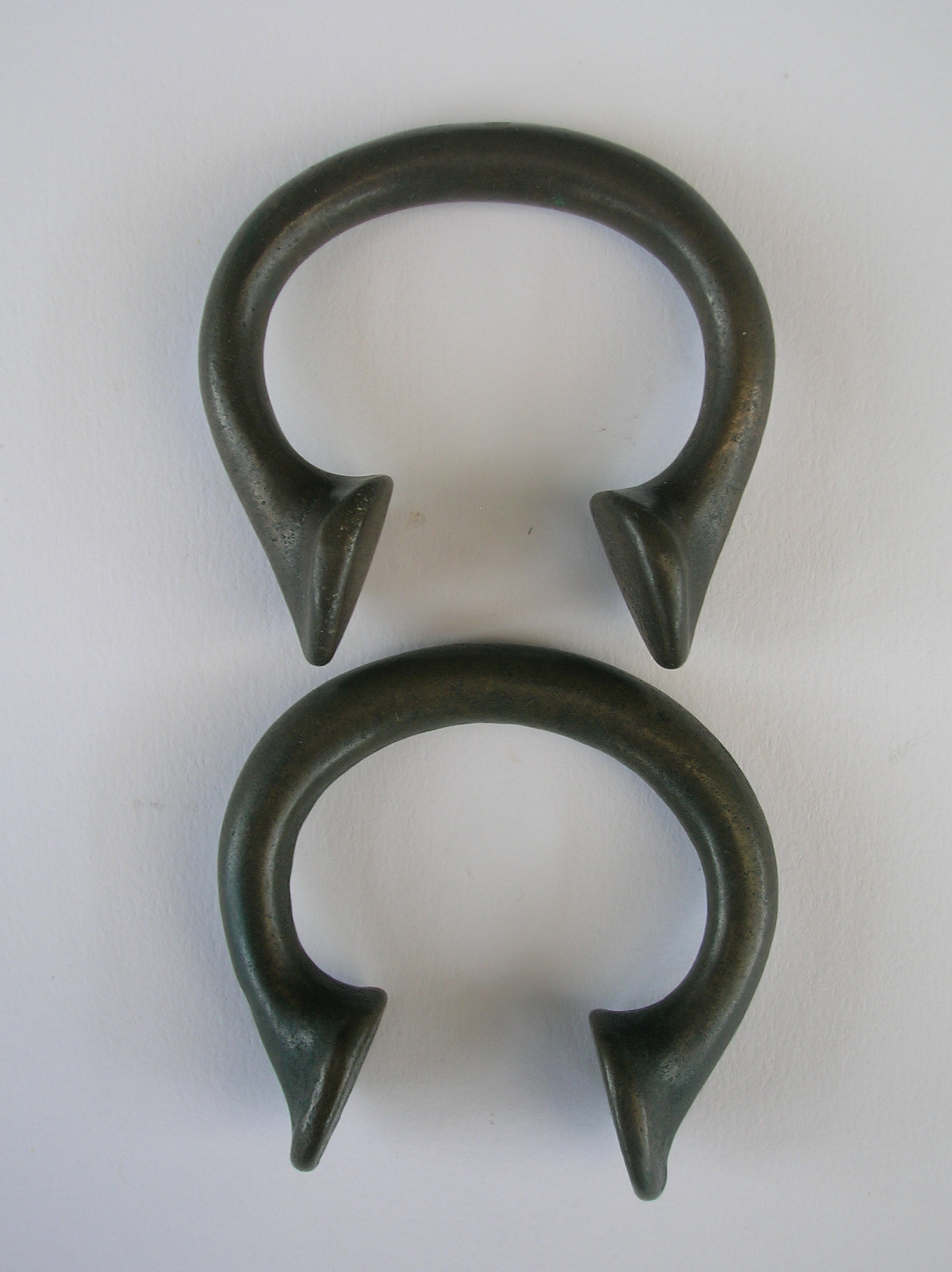
2 chiếc xiềng mà thực dân châu Âu dùng để buôn nô lệ.

Sau khi người Maroc xâm lược và hủy diệt thủ đô của Songhai vào năm 1591, một số nhà nước nhỏ hơn nổi lên ở khu vực Tây Phi, bao gồm Vương quốc Bambara của Segou, Đế chế Bambara của Kaarta, Vương quốc Peul/Malinké của Khasso và Đế chế Kénédougou của Sikasso. Những lái buôn người Bồ Đào Nha bắt đầu thành lập những khu định cư dọc theo bờ biển vào năm 1445, sau đó là người Pháp và người Anh; việc buôn bán nô lệ châu Phi cũng diễn ra sau đó không lâu, trong nhiều thế kỷ, đó là một trong những nền kinh tế chính của vùng. Việc buôn bán nô lệ cũng đã dẫn đến sự ra đời của các nhà nước như đế chế Bambara và Dahomey, với nền kinh tế chủ yếu phụ thuộc vào việc đổi nô lệ lấy vũ khí của châu Âu.
Việc phát triển buôn bán nô lệ qua Đại Tây Dương đã mang rất nhiều người ở Tây Phi đến Tân thế giới, lúc đó còn là thuộc địa của các quốc gia châu Âu. Những tàn tích cổ xưa nhất của nô lệ châu Phi tại châu Mỹ được tìm thấy ở México vào đầu năm 2006 có niên đại cuối thế kỷ XVI - giữa thế kỷ XVII. Chính phủ các nước châu Âu và châu Mỹ thông qua luật cấm buôn bán nô lệ xuyên Đại Tây Dương trong thế kỷ XIX, mặc dù trên thực tế nạn buôn bán nô lệ vẫn diễn ra thêm 1 thời gian nữa. Quốc gia cuối cùng tuyên bố chính thức chấm dứt buôn bán nô lệ là Brasil vào năm 1888. Con cháu của các nô lệ châu Phi giờ đây sống ở khắp nơi tại châu Mỹ, đặc biệt là ở Brasil, các nước vùng Caribe và Mỹ.

### Chủ nghĩa thực dân
Thực dân Anh kiểm soát Gambia, Sierra Leone, Ghana và Nigeria trong khi Pháp cai trị Sénégal, Guinée, Mali, Burkina Faso, Bénin, Côte d'Ivoire và Niger. Thực dân Pháp đã dồn những vùng đất đó lại thành Tây Phi thuộc Pháp. Bồ Đào Nha chiếm giữ Guiné-Bissau trong khi Đức cai trị Togoland, vùng đất sau đó bị Pháp và Anh chia nhau sau Chiến tranh thế giới thứ nhất. Chỉ Liberia là giữ được nền độc lập, nhưng phần lớn đất đai bị chia cắt bởi các nước thực dân.

### Thời kỳ hậu thuộc địa
Sau Chiến tranh thế giới thứ hai, các phong trào yêu nước nổi lên khắp Tây Phi. Năm 1957, Ghana, dưới sự lãnh đạo của Kwame Nkrumah, trở thành thuộc địa đầu tiên ở vùng hạ Sahara giành được độc lập, năm sau đó là các thuộc địa của Pháp; đến năm 1974, toàn bộ các quốc gia Tây Phi đều đã giành lại chủ quyền. Kể từ khi độc lập, nhiều quốc gia châu Phi phải đối diện với nạn nghèo đói, tình trạng kinh tế chậm phát triển, kỹ nghệ lạc hậu, bệnh AIDS, nạn tham nhũng, xung đột sắc tộc và nội chiến tràn lan ở Nigeria, Sierra Leone, Liberia, Côte d'Ivoire, Ghana và Burkina Faso.

## Các tổ chức vùng
Cộng đồng Kinh tế Tây Phi (ECOWAS) được thành lập vào năm 1975 theo Hiệp ước Lagos, là 1 tổ chức của các quốc gia Tây Phi hướng đến việc phát triển kinh tế cho vùng. Liên minh Kinh tế Tiền tệ Tây Phi (UEMOA) giới hạn trong 8 nước, hầu hết là các nước thuộc Cộng đồng Pháp ngữ sử dụng chung đồng Franc CFA Tây Phi. Ngoài ra còn có tổ chức Liptako Gourma của 3 nước Mali, Niger và Burkina Faso.